# 冷青
冷青或作冷清（11世纪？—1050年），北宋仁宗时人，旧宫人王氏和医家冷绪之子。因冒充宋真宗的皇子被处死。
当时，宋仁宗是宋真宗诸子中唯一长大成年的，他的三子亦皆早逝。皇祐二年（1050年），冷青在开封府自称皇子，市人多围观，开封府知府钱明逸将他捕获。至开封府时，钱明逸方正坐。他大声斥责：“明逸！安得不起！”钱明逸惊起。冷青称其母王氏在后宫受皇帝宠幸，怀孕后出宫，生下自己。王銍所著《默记》称其以绣抱肚为证。钱明逸审问后认为他所言是狂语，以狂人流放汝州。推官韩绛认为仅将冷青流放，仍会在外谣言惑众。
此案上报，朝议迁之江南。翰林学士赵槩认为冷青要是真的，不当流放，要是欺诈，其罪当诛。宋仁宗命赵槩和天章阁侍制、知谏院包拯共同审理，之后冷青招认母亲王氏原来在宫中服役。宫中失火，出宫嫁给百姓冷绪，始生女，再生冷青。冷青在庐山认识高继安。高继安原为军人，因罪发配鼎州，推托有病放免，高继安妄谈幻术，结交权贵，在潭州带冷青随行，让冷青自称为皇子，冷青被捕，他让冷青装疯，骗过钱明逸。包拯请求仁宗：“察變異之來，顧宗社之重，特出宸斷，速令誅夷，免奸邪之類别起，釁端寖成大患。”
结案后，冷青和高继安弃市。夏四月戊辰，钱明逸贬知蔡州，开封府推官张式贬岳州，屯田员外郎李舜远贬寿州。除冷青外，当时在宋仁宗无子的背景下，张茂实亦被传出是他的兄弟以及宋真宗之子。

## 备注
1. ↑  《包孝肃奏议·巻五》作冷清，《宋史》列传第七十四·列传第七十六、《续资治通鉴长编》皆作冷青。
2. ↑  除《默记》所称“神宗”子外，皆未提及是哪位皇帝。而宋仁宗年间，不可能出现“宋神宗”。据《续资治通鉴长编·卷一百六十八》“禁中火，出之”，或指宋真宗大中祥符八年（1015年）的皇宫大火。
3. ↑  冷青以绣抱肚为证见于《默记·卷下》，《默记》本身所记就是朝野逸事。原文“皇祐二年，有狂人冷青，言母王氏本宫人，因禁中火出外。已尝得幸有娠，嫁冷绪而后生青，为药铺役人。与高继安谋之，诣府自陈，并妄以神宗与其母绣抱肚为验。知府钱明逸见其姿状魁杰，惊愕起立……”。